# Goniopteroloba biconjuncta
Goniopteroloba biconjuncta là một loài bướm đêm trong họ Geometridae.